# زیردریایی اس-۵۶
زیردریایی اس-۵۶ (به انگلیسی: Soviet submarine S-56) یک زیردریایی بود که طول آن ۷۷٫۸ متر (۲۵۵ فوت ۳ اینچ) بود. این زیردریایی در سال ۱۹۳۹ ساخته شد.